# Бате, Вальтер
Вальтер Бате (нем. Walter Bathe, 1 декабря 1892 — 19 сентября 1959) — немецкий пловец, олимпийский чемпион.
Родился в силезском Пробстхайне. В период с 1911 по 1917 году четыре раза становился чемпионом Германии на дистанции 100 м брассом. В 1912 году на Олимпийских играх в Стокгольме Вальтер Бате завоевал золотые медали на дистанциях 200 м брассом и 400 м брассом.
По завершении спортивной карьеры Вальтер Бате открыл в Бреслау аптеку; после Второй мировой войны он перенёс свой фармацевтический бизнес в Аугсбург. Умер во время отдыха в Италии от тромба в могзу.
В 1970 году был введен в Международный зал славы плавания.